# NK 603
NK 603 est le nom d'un « événement de transformation » breveté par la société Monsanto qui confère une tolérance au glyphosate (matière active d'herbicides et notamment du Roundup) aux plantes modifiées (OGM).
Par abus de langage, on a appelé les variétés de maïs génétiquement modifiées par cet événement « maïs NK603 », ou « maïs MON-ØØ6Ø3-6 » mais, en réalité, il existe d'autres variétés de maïs porteuses de cet événement, vendues sous le nom commercial de gamme « Round up Ready Corn 2 ».

## Autorisations de culture
Les plantes porteuses du NK 603 ou « Roundup Ready » (principalement du maïs et du soja) sont autorisés dans plusieurs pays, notamment aux États-Unis, où elles sont cultivées depuis l'an 2000, au Canada, au Brésil, en Argentine, au Japon, aux Philippines, en Afrique du Sud.
Dans l'Union européenne, le NK603 est autorisé à l'importation et à la transformation ainsi qu'à la consommation animale, depuis 2004, et humaine, depuis 2005, mais pas à la culture.
En 2011, le maïs tolérant aux herbicides a été cultivé sur 7,7 millions d'hectares dans le monde. En outre 37,5 millions d'hectares ont été consacrés à la culture de maïs OGM à traits combinés dont une part importante comportait l’événement NK603.

## Composition
Le maïs NK603 porte deux copies du gène CP4 EPSPS, provenant de la souche C4 d'une bactérie du sol, Agrobacterium tumefaciens, codant la 5-énolpyruvylshikimate-3-phosphate synthase (EPSPS), qui confère une tolérance au glyphosate par la modification d'un acide aminé.
La méthode de modification utilisée est le bombardement des cellules végétales par des microparticules d'ADN purifié (biolistique).
Le maïs NK603 a été hybridé avec d'autres variétés génétiquement modifiées pour combiner la tolérance au glyphosate avec notamment la résistance aux insectes, ainsi la variété 1570 x NK603 autorise en plus la résistance aux insectes de l'ordre des lépidoptères.

## Intérêt
L’objectif des variétés porteuses du transgène cp4 est de lutter plus efficacement contre les adventices, c’est-à-dire les « mauvaises herbes », en donnant à l’agriculteur les moyens d’épandre du glyphosate sur la culture de maïs déjà en cours de développement, et de réaliser des désherbages complets avec un seul herbicide à faible rémanence dans le sol (initialement, le Roundup de Monsanto) ; en effet, l'utilisation d'herbicides sélectifs après la levée n'élimine pas toujours toutes les plantes adventices susceptibles de concurrencer la culture. 
L'herbicide Roundup a été également créé et breveté et vendu par la société Monsanto, mais le brevet du Roundup est tombé dans le domaine public en 2000. Depuis, de nombreux agriculteurs utilisent d'autres formulation de glyphosate,  meilleur marché et fabriqué en Chine sous d'autres noms de marques.

## Controverse
En septembre 2012, la revue américaine Food and Chemical Toxicology publie une étude dirigée par le professeur français Gilles-Éric Séralini, militant de la CRIIGEN et financé par les multinationales de la grande distribution Carrefour et Auchan et par le sénateur Grosdidier, démontrant selon les auteurs la dangerosité du maïs génétiquement modifié NK 603 sur des rats nourris pendant deux ans avec ce dernier. Des groupes de dix rats ont reçu soit des doses faibles à très forte de Roundup, soit des doses variables de maïs OGM dans leur alimentation, soit les deux. Les chercheurs observent des mortalités plus rapides et plus nombreuses dans des groupes de rats étudiés.
Cette étude a fort impact médiatique et relance le débat sur les OGM. Mais ces résultats sont rapidement rejetés par une grande partie de la communauté scientifique française et internationale à la vue des lacunes que présente l'étude. L'analyse statistique montre que la mortalité et la morbidité des groupes de rats exposé aux OGM et/ou au Roundup n'est pas en dehors de limite de la variation naturelle chez cette souche de rat.[réf. nécessaire] L'étude provoque un double débat, sur la pertinence des études scientifiques sur les OGM mais aussi sur le mode de communication des informations scientifiques aux publics.